# 16 Korpus Kawalerii (ZSRR)
16 Korpus Kawalerii (ros. 16-й кавалерийский корпус) – wyższy związek taktyczny kawalerii Armii Czerwonej z okresu II wojny światowej. 
16 Korpus Kawalerii (16 KKaw.) sformowany został 4 stycznia 1942, jednak nie uczestniczył w walkach na froncie radziecko-niemieckim. Rozkazem z 16 marca 1942 został rozformowany a jego oddziały wcielono do formowanego 18 i 19 Korpusu Kawalerii.

## Dowództwo korpusu
Dowódcy:
- gen. mjr Iwan Managarow (04.01.1942 - 30.03.1942)[1].

## Struktura organizacyjna
- 11 Dywizja Kawalerii
- 73 Dywizja Kawalerii
- 74 Dywizja Kawalerii
- 1 Dońska Dywizja Kawalerii Kozackiej
- 81 Brygada Pancerna[1].